# Snörom, Haninge

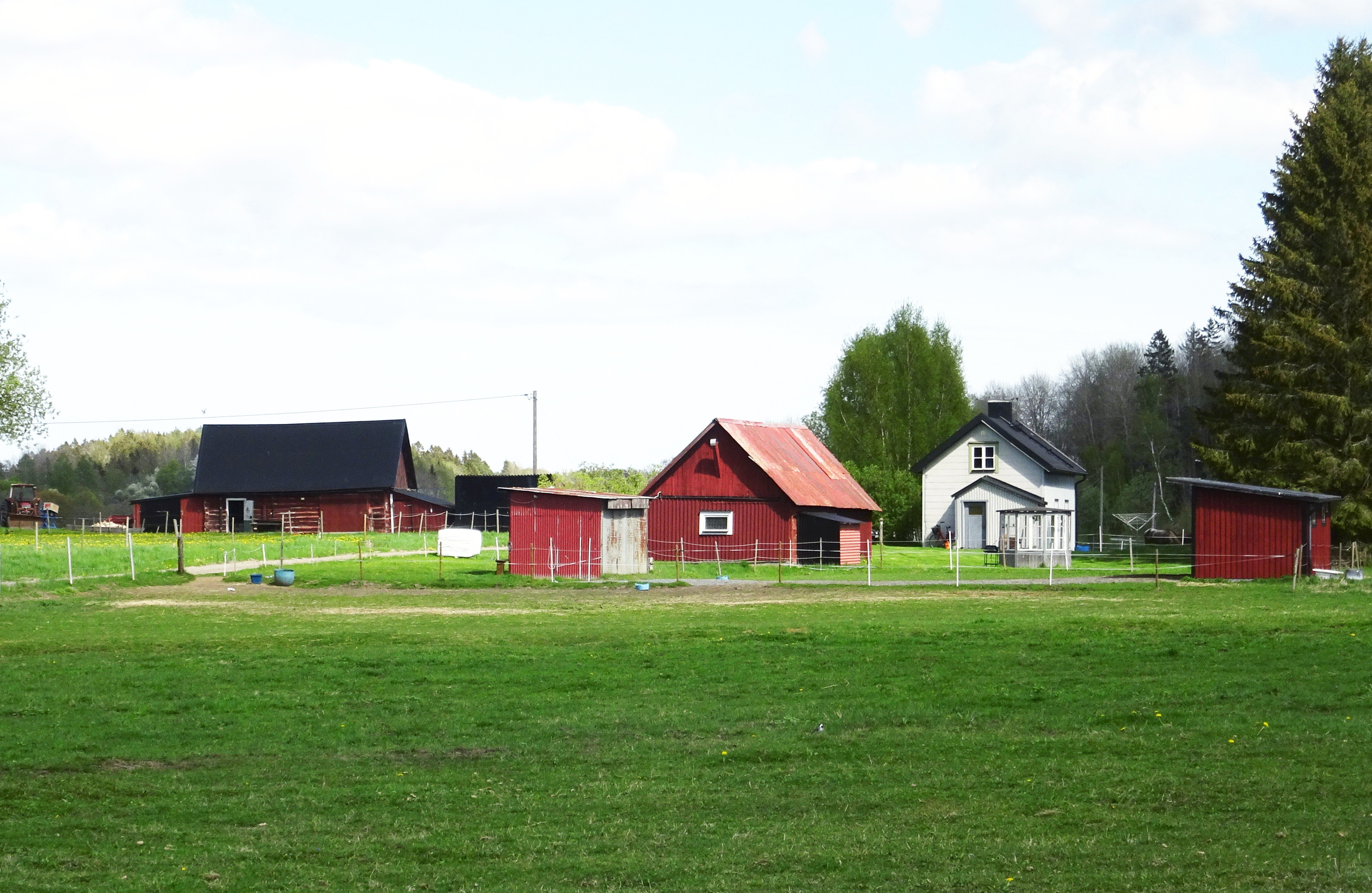
Snörom i maj 2021.

Snörom (uttalas snör-om), äldre namn Snörum och Presttorp, är ett tidigare torp i Österhaninge socken, nuvarande Haninge kommun.

## Historik

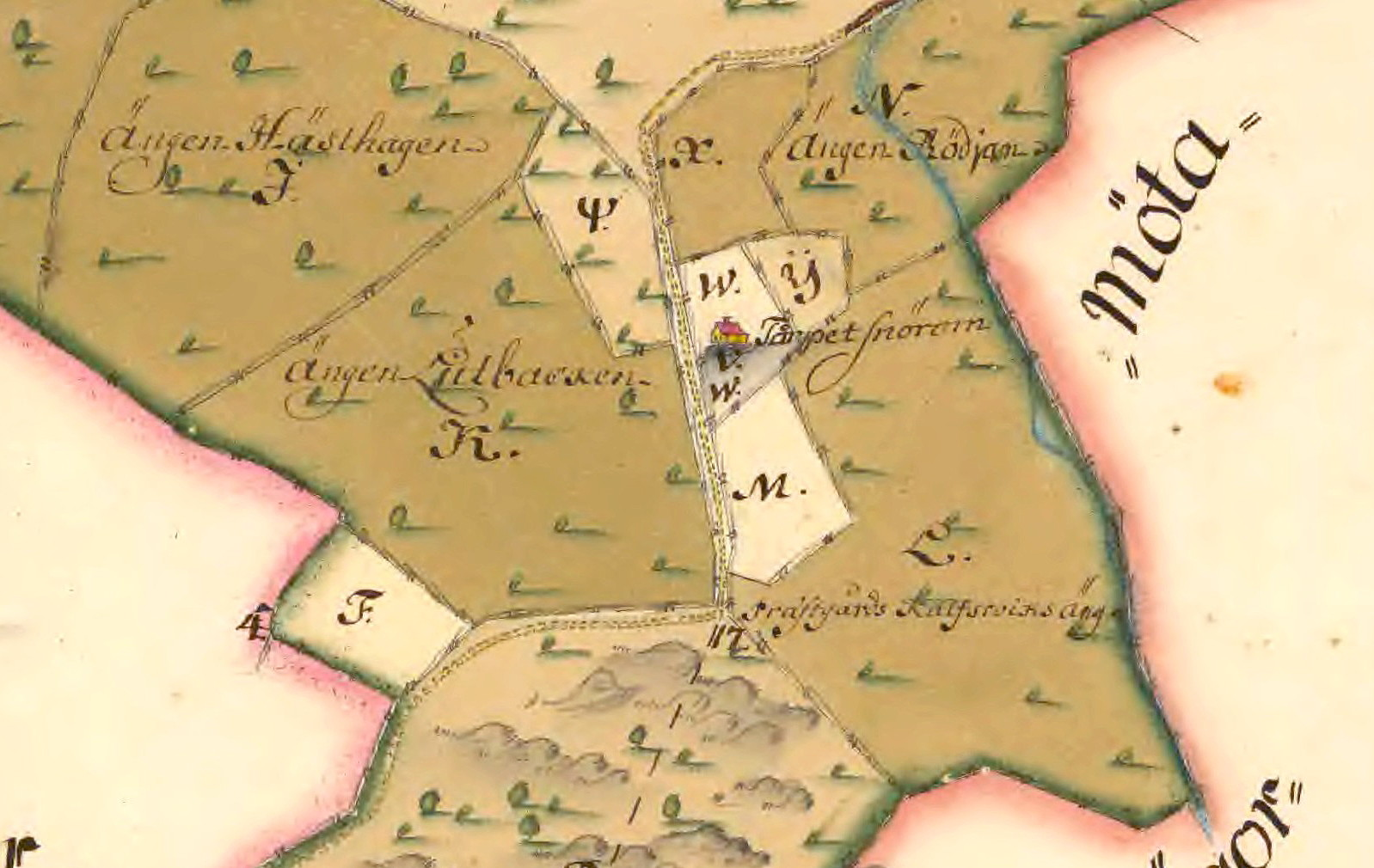
Torpet Snörom, 1732.

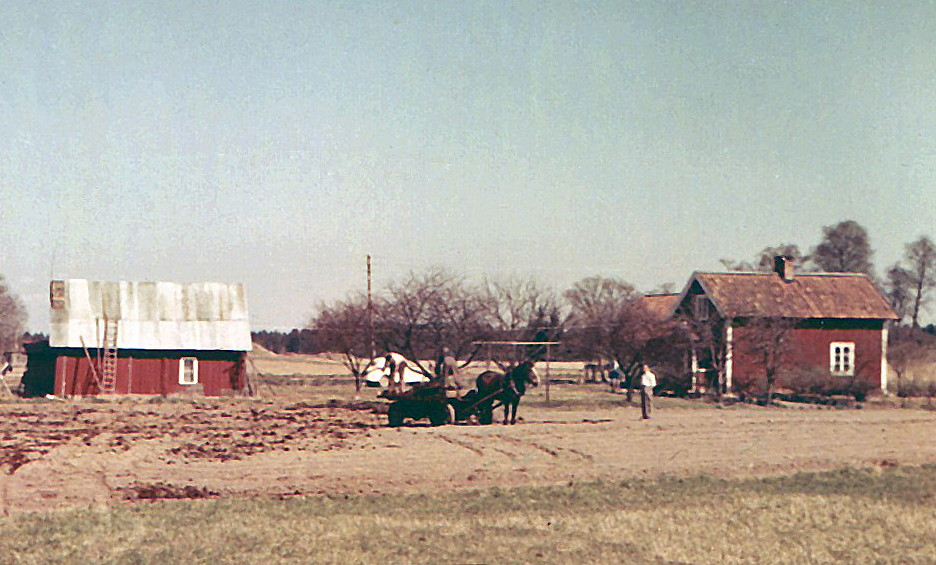
Snörom på 1950-talet.

Snörom ligger strax söder om Gullringskärrets naturreservat vid den gamla landsvägen från Österhaninge kyrkbygd mot bland annat Västerhaninge och Stockholm.
Det säregna namnet förklaras med att landsvägen (dagens Gullringsvägen) mellan Jordbro och prästgården Solberga här gjorde två tvära nittiograders svängar ("snurr om"). Den södra svängen och vägförbindelsen med Solberga försvann när Nynäsvägen (motorvägen riksväg 73) drogs förbi här på 1990-talet. Sedan dess slutar Gullringsvägen vid Snörom. 
Torpnamnet Snörom är inte helt ovanligt. Enligt Institutet för språk och folkminnen finns hela sju Sörom i Stockholms län, bland annat Snörom, Nacka, ett torp som låg under godset Erstavik i Nacka socken.
Torpet Snörom i Österhaninge socken är känt sedan slutet av 1700-talet. Dessförinnan hette stället Presttorp som finns tidigast omnämnt i en kvarntullslängd från 1654. Snörom lydde, liksom närbelägna torpet Gullringen, under Solberga. Gullringskärret och Jordbro gravfält ligger på ursprunglig Solbergamark och ägs fortfarande av Stockholms stift.
Nuvarande ägarfamiljen tog över Snörom 1923 när Frans och Lisa Åkerblom flyttade dit. Den gamla torpstugan rustades upp och höjdes så att vinden kunde byggas ut. Frans Åkerbom var anställd på Solberga gård men hade efter sin pensionering ett eget mindre jordbruk på Snörom. På 1950-talet friköptes stället från Solberga. 2015 ägdes Snörom av sondottern som bedriver hästverksamhet på gården.  
Strax nordost om Söroms huvudbebyggelse finns några fornlämningar bestående av stensättningar, skålgropar och ett gravfält samt en offersten från bronsåldern som utgörs av ett flyttblock som vilar med sin undre spets på en berghäll.

## Bilder

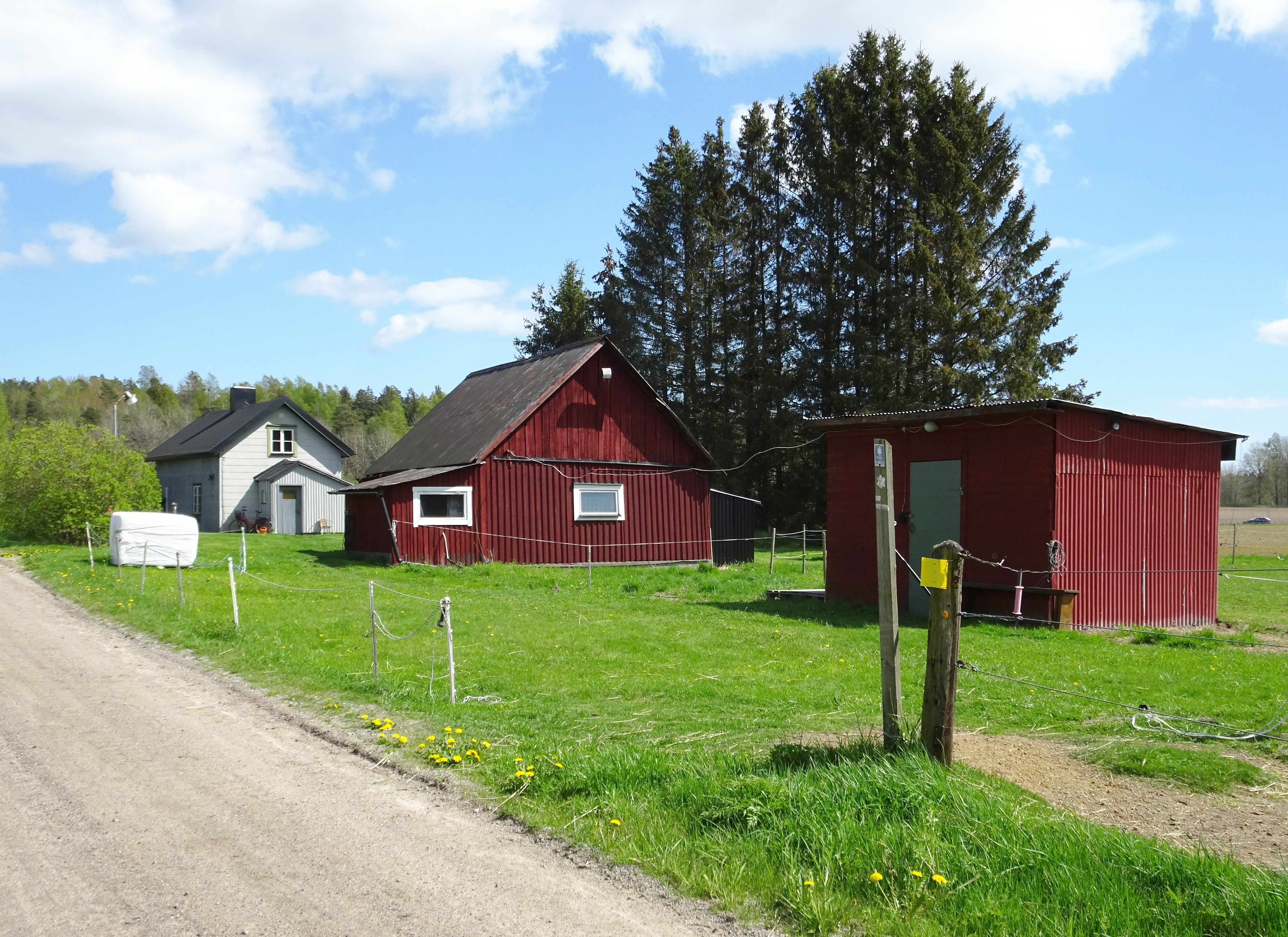
Huvudbebyggelsen vid Gullringsvägen.
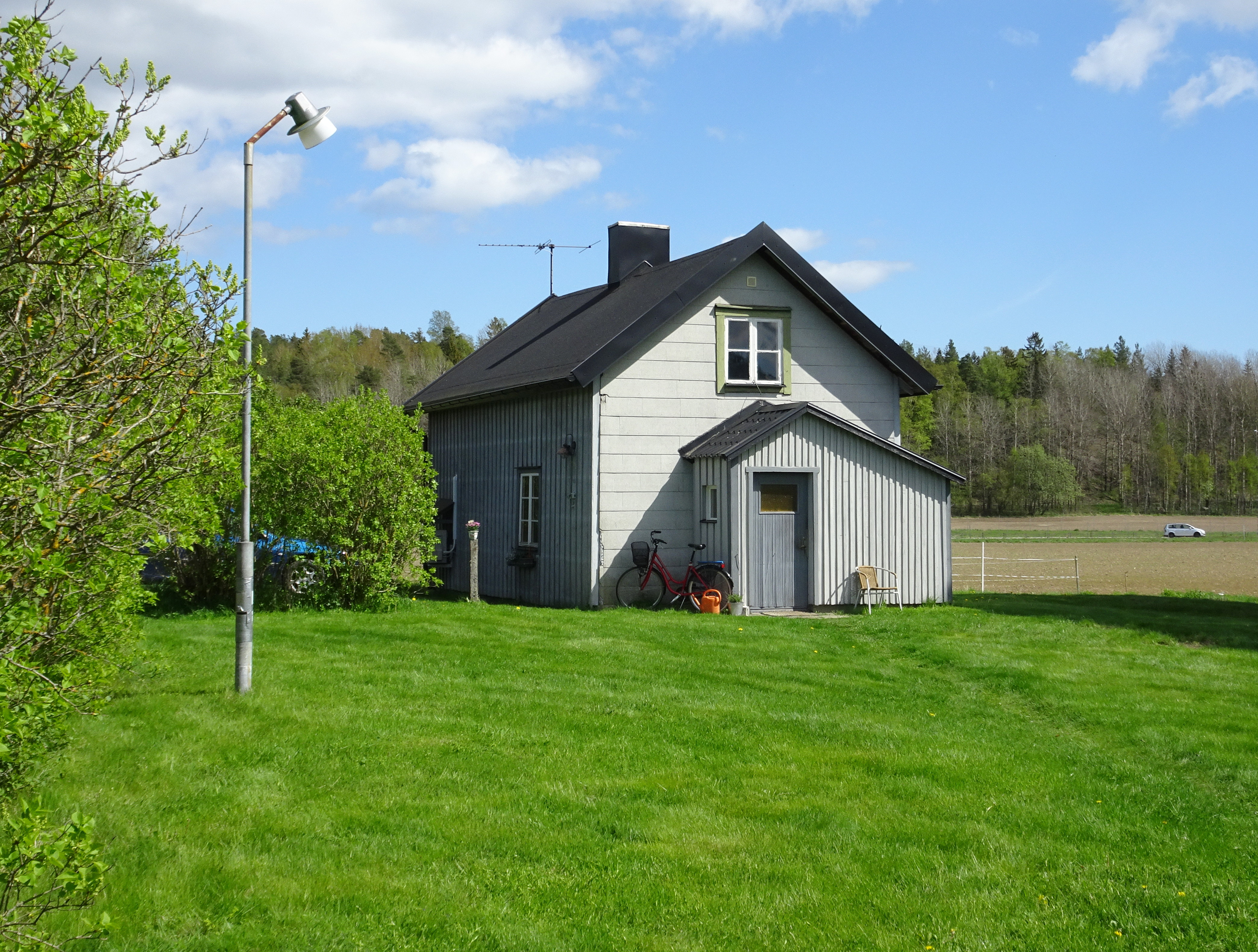
Huvudbyggnaden.
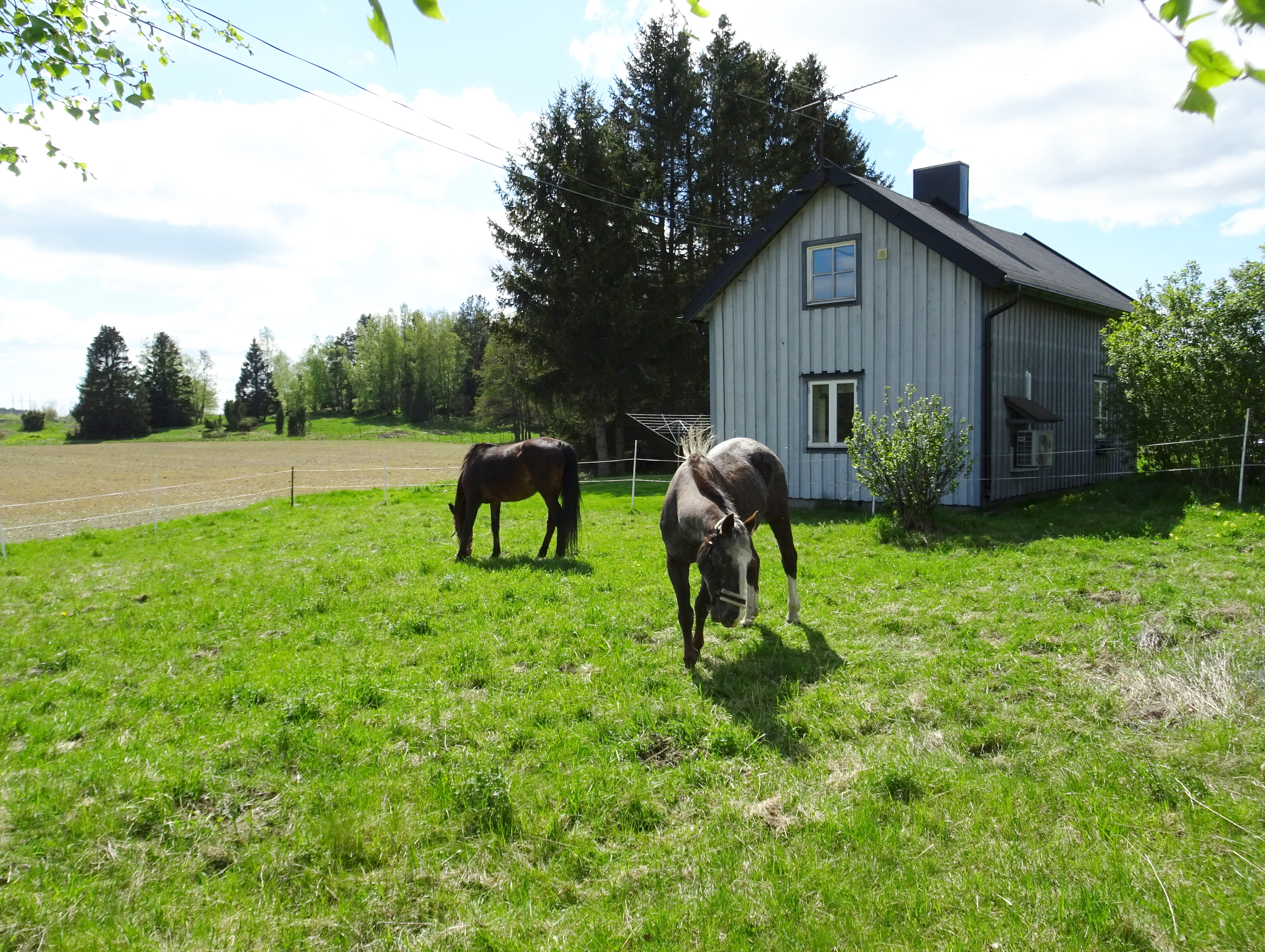
Huvudbyggnaden.
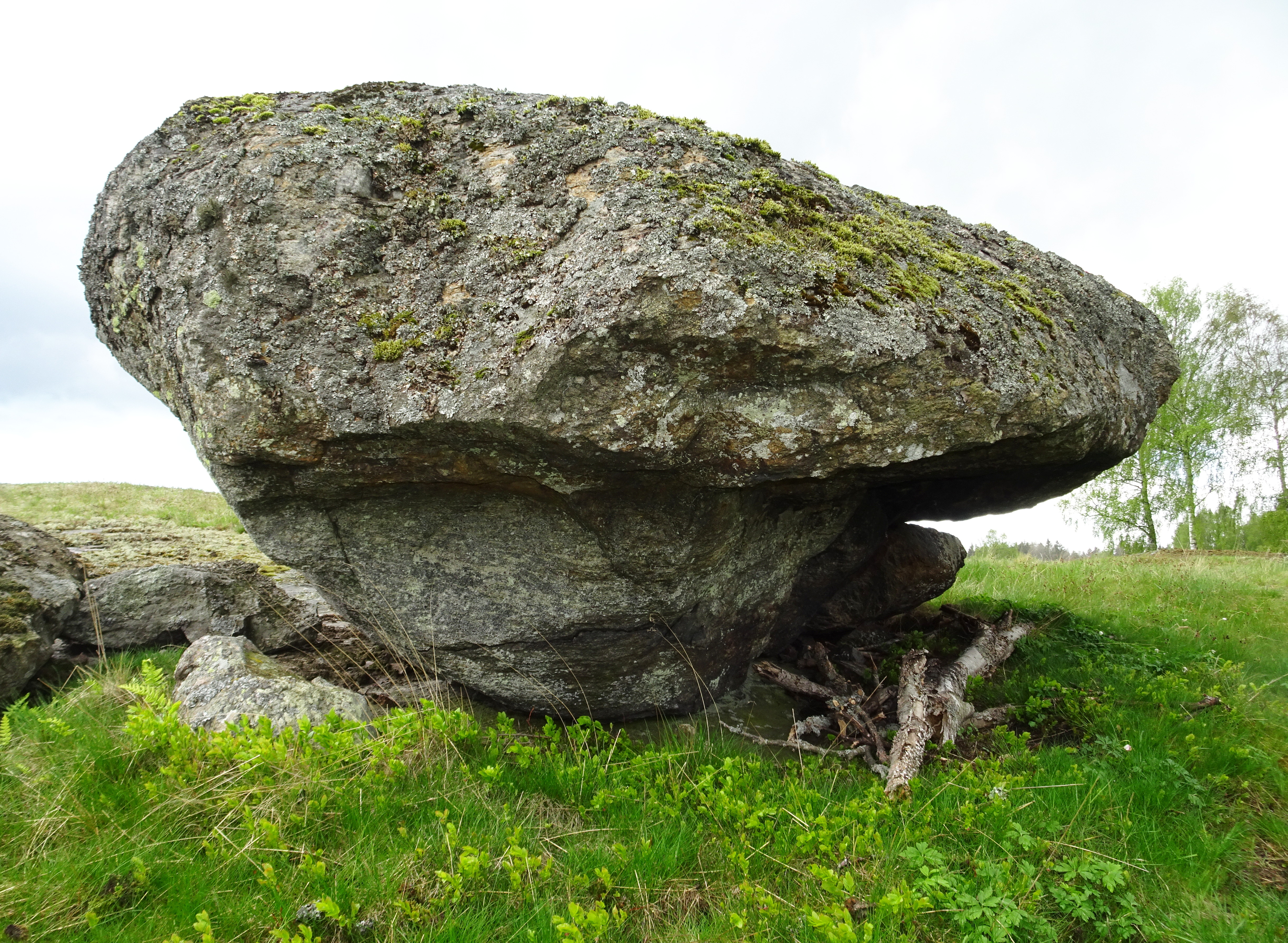
Offerstenen.